# Karel Šůna
Karel Šůna (* 29. ledna 1934, Praha) je bývalý československý hráč ledního hokeje.

## Klubové statistiky
| Sezona     | Klub                       | Soutěž     | Základní část | Základní část | Základní část | Základní část | Základní část | Play off | Play off | Play off | Play off | Play off |
| Sezona     | Klub                       | Soutěž     | Z             | G             | A             | B             | TM            | Z        | G        | A        | B        | TM       |
| ---------- | -------------------------- | ---------- | ------------- | ------------- | ------------- | ------------- | ------------- | -------- | -------- | -------- | -------- | -------- |
| 1953-54    | Slavoj České Budějovice    | TCH        | 15            | 14            | 0             | 14            | —             | —        | —        | —        | —        | —        |
| 1954-55    | Rudá hvězda Brno           | TCH        | 17            | 9             | 3             | 12            | —             | —        | —        | —        | —        | —        |
| 1955-56    | Rudá hvězda Brno           | TCH        | 18            | 9             | 4             | 13            | —             | —        | —        | —        | —        | —        |
| 1956-57    | Rudá hvězda Brno           | TCH        | 24            | 5             | 3             | 8             | —             | —        | —        | —        | —        | —        |
| 1957-58    | Rudá hvězda Brno           | TCH        | 22            | 9             | 3             | 12            | —             | —        | —        | —        | —        | —        |
| 1958-59    | Rudá hvězda Brno           | TCH        | 22            | 3             | 4             | 7             | —             | —        | —        | —        | —        | —        |
| 1959-60    | Rudá hvězda Brno           | TCH        | 19            | 7             | 3             | 10            | —             | —        | —        | —        | —        | —        |
| 1960-61    | Rudá hvězda Brno           | TCH        | 18            | 5             | 2             | 7             | 8             | —        | —        | —        | —        | —        |
| 1961-62    | Rudá hvězda Brno           | TCH        | 5             | 0             | 1             | 1             | —             | —        | —        | —        | —        | —        |
| 1962-63    | ZJS Zbrojovka Spartak Brno | TCH        | 26            | 5             | 0             | 5             | —             | —        | —        | —        | —        | —        |
| TCH celkem | TCH celkem                 | TCH celkem | 186           | 66            | 23            | 89            | 8             | —        | —        | —        | —        | —        |